# Felix Billeter
Felix Billeter (* 1962 in Braunschweig) ist ein deutscher Kunsthistoriker.

## Leben und Werk
Er schloss sein Studium der Kunstgeschichte bei Professor Erich Hubala mit der Magisterarbeit Die Devotion des Decius Mus in der Darstellung des P. P. Rubens unter besonderer Berücksichtigung der jüngsten Fachliteratur 1988 an der Julius-Maximilians-Universität in Würzburg ab und wurde 1990 an der Ludwig-Maximilians-Universität in München bei Professor Rudolf Kuhn mit der Dissertation Über die Bildform großformatiger Historien im Frühwerk Jacob Jordaens’ und Anthonis van Dycks. Untersuchungen zur Auseinandersetzung von Rubens' Mitarbeitern der Jahre 1615–1621 mit dessen Historienbildern promoviert.
Anschließend arbeitete er am Kunsthistorischen Institut der Ludwig-Maximilians-Universität, bei den Bayerischen Staatsgemäldesammlungen und am Kunsthistorischen Institut der Universität Regensburg.
Er verfasste zahlreiche Werkverzeichnisse und arbeitet heute als selbstständiger Kunsthistoriker in Fürstenfeldbruck. Seit 2001 betreut er das Hans Purrmann Archiv in München. Im Verein Bayerische Künstlernachlässe e.V. ist er im Vorstand engagiert.

## Veröffentlichungen (Auswahl)
- Zur künstlerischen Auseinandersetzung innerhalb des Rubenskreises. Eine Untersuchung am Beispiel früher Historienbilder Jacob Jordaens’ und Anthonis Van Dycks. Ars faciendi, Bd. 4, Lang, Frankfurt am Main u. a., 1993. ISBN 3-631-45875-4.
- Max Beckmann in der Pinakothek der Moderne. Bestandskataloge zur Kunst des 20. Jahrhunderts, Bd. 4, Hrsg. von den Bayerischen Staatsgemäldesammlungen, München. Hatje Cantz, Ostfildern, 2008. ISBN 978-3-7757-2036-6.
- Hugo Troendle. 1882–1955. Ein moderner Romantiker in München. Deutscher Kunstverlag, Berlin [u. a.] 2010. ISBN 978-3-422-06907-7.
- Kunsthändler, Sammler, Stifter – Günther Franke als Vermittler moderner Kunst in München 1923–1976. De Gruyter, Berlin/Boston, 2017. ISBN 978-3-11-048746-6.

Als Mitherausgeber:
- mit Antje Günther: Münchner Moderne. Kunst und Architektur der zwanziger Jahre. Deutscher Kunstverlag, München, 2002. ISBN 3-422-06340-4.
- mit Siegfried Unterberger und Ute Strimmer (Hrsg.): Die Scholle. Eine Künstlergruppe zwischen Sezession und Blauer Reiter. Prestel, München 2007, ISBN 978-3-7913-3740-1.
- mit Christoph Wagner: Neue Wege zu Hans Purrmann. Gebr. Mann, Berlin 2016, ISBN 978-3-7861-2776-5.